# Zdeněk Frolík
Zdeněk Frolík (10. března 1933 Zlonice – 3. května 1989) byl český matematik, topolog a matematický analytik. Dosáhl řady výsledků v topologii, deskriptivní teorii množin a matematické analýze.

## Biografie
Vystudoval gymnázium Josefa Jungmanna v Litoměřicích, poté v letech 1952 až 1957 vystudoval matematiku na matematicko-fyzikální fakultě Univerzity Karlovy v Praze. Pak nastoupil jako aspirant prof. Miroslava Katětova a Eduarda Čecha. V roce 1959 získal titul CSc., v roce 1964 pak titul DrSc. Do roku 1965 působil na matematicko-fyzikální fakultě Univerzity Karlovy, od roku 1966 v Matematickém ústavu Československé akademie věd.
Zemřel 3. května 1989. Byl zpopelněn a pohřben na Vinohradském hřbitově.